# Olaf Lubaszenko
Olaf Sergiusz Linde-Lubaszenko (* 6. prosince 1968 Wroclaw, Polsko) je polský herec a režisér.
Je synem herce Edwarda Linde-Lubaszenka a herečky a básnířky Asjy Łamtiuginové. V letech 1986 a 1987 studoval sociologii na Varšavské univerzitě, následně pak katolickou teologii na křesťanské teologické akademii, ani jedno ze studií však nedokončil. Jako herec debutoval v roce 1982 v televizním seriálu Život Kamila Kuranta, jako režisér pak v roce 1997 v komedii Sztos. V roce 1998 obdržel ocenění Český lev za nejlepší mužský herecký výkon v hlavní roli ve filmu Je třeba zabít Sekala.